# Венчежа
Венчежа (пол. Więcierza) — гірська річка в Польщі, у Мисленицькому повіті Малопольського воєводства. Ліва притока Кшчонувки, (басейн Балтійського моря).

## Опис
Довжина річки приблизно 7,5 км. Формується притоками та безіменними струмками.

## Розташування

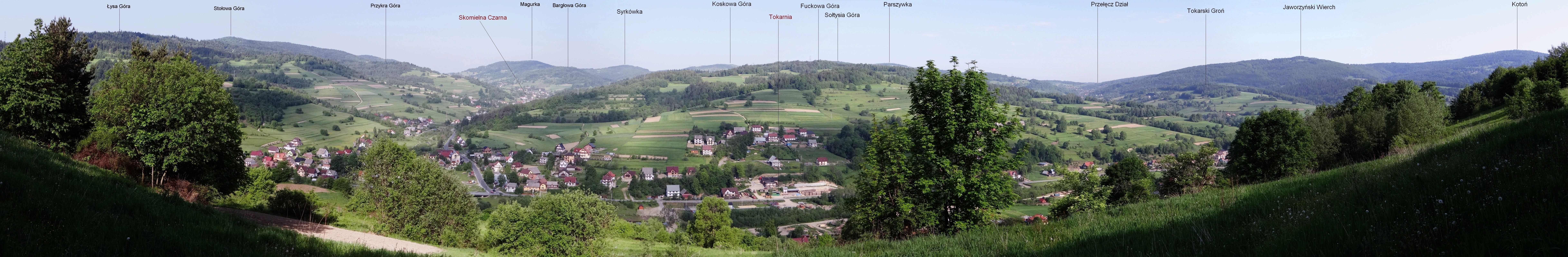
Фрагмент пасма Коскової гори

Бере початок на південно-західній околиці села Тшебуня на західних схилах гори Балінка (708,4 м) на висоті 650 м (Пасмо гори Коскової). Тече переважно на південний схід через Венцюрку і у селі Токарня впадає у річку Кшчонувку, ліву притоку Раби.